# سفارة النمسا في البوسنة والهرسك
سفارة النمسا في البوسنة والهرسك هي أرفع تمثيل دبلوماسي لدولة النمسا لدى البوسنة والهرسك. تقع السفارة في سراييفو وهي تهدف لتعزيز المصالح النمساوية في البوسنة والهرسك.

## وصلات خارجية
- الموقع الرسمي
- قائمة سفارات النمسا
- قائمة السفارات في البوسنة والهرسك